# 倉敷市立福田南中学校
倉敷市立福田南中学校（くらしきしりつ ふくだみなみちゅうがっこう）は、岡山県倉敷市福田町古新田にある市立中学校。
1981年に、倉敷市立福田中学校の生徒数増加により新たに設立された。福田中学校とは道を挟んで向かい合うように建っており、部活動の練習試合も行われたりしている。

## 校則
男子の頭髪は校則で丸刈りが強制されていたが、1994年1月より試験的に廃止され、その後正式に廃止された。なお岡山県内の全公立中学校では1995年12月22日までに丸刈り校則が廃止されている。

## 秋桜祭
秋桜祭とは、体育祭と文化祭（2005年度から文化発表会に変更）の総称。

### 体育祭
体育祭では、伝統競技としてムカデ競走を行う。
ムカデの足は自転車チューブで作る。

### 文化発表会
文化発表会では、主に吹奏楽部や美術部の発表、弁論の発表をする。

### 著名な出身者
- まつきりな - タレント[3][4]
- 樅野太紀 - 放送作家、脚本家、元お笑いコンビ「チャイルドマシーン」[3][4]

## 通学区域
- 倉敷市立第一福田小学校通学区
  - 中畝1〜5丁目（各一部を除く）、中畝6〜10丁目・福田町南畝・南畝1〜7丁目・松江1〜4丁目・福田町東塚・東塚1〜7丁目・潮通1〜3丁目の各全域
- 倉敷市立第三福田小学校通学区
  - 福田町広江（三軒屋を除く）、広江1〜8丁目・呼松町・呼松1〜3丁目の各全域

なお当校の所在地である福田町古新田は福田中学校区になる。

## 通学区域が隣接している学校
- 倉敷市立水島中学校
- 倉敷市立福田中学校
- 倉敷市立郷内中学校
- 倉敷市立味野中学校